# Obelisc (Puigcerdà)
L'Obelisc és una obra de Puigcerdà (Baixa Cerdanya) inclosa a l'Inventari del Patrimoni Arquitectònic de Catalunya.

## Descripció
Obelisc construït amb marbre de color roig procedent de les canteres d'Isòvol. De forma piramidal a una de les seves quatre cares hi figura la inscripció «A la memoria de los que perecieron defendiendo esta villa». A les altres tres cares restants s'hi pot llegir «novembre 1837» «abril 1873» i «agost-setembre 1874».

## Història
L'obelisc fou construït a les últimes dècades del segle xix, i tal com diuen les inscripcions està fet en homenatge als ceretans que van morir per Puigcerdà en les diverses lluites carlistes a la vila, al llarg del segle xix.